# Parasarcophaga curvata
Parasarcophaga curvata är en tvåvingeart som beskrevs av Nandi 1989. Parasarcophaga curvata ingår i släktet Parasarcophaga och familjen köttflugor. Inga underarter finns listade i Catalogue of Life.